# Línguas daco-romenas

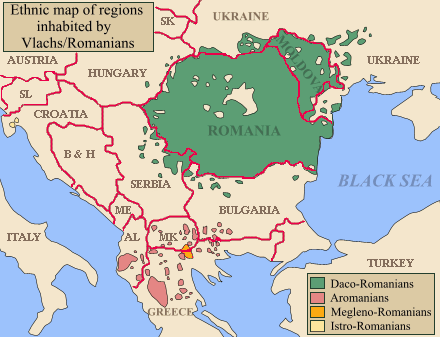
Mapa dos Balcãs com regiões habitadas por falantes Daco - romeno em verde

O Daco-Romeno (Romeno: limba dacoromână, Latim: lingua Daco-Romana) ou, mais precisamente, um grupo de Línguas Daco-Românicas é um termo utilizado para identificar a língua romena nos contextos nos quais é preciso, porém, distinguir diversas línguas românicas orientais (Romeno, Arromeno], Istrorromeno e Romeno meglesita. Alguns especialistas classificam essa quatro línguas como dialetos de uma maior língua romena, por isso, aqui se diferenciam.
A origem do termo "Daco - romeno" pode ser rastreada até o primeiro livro impresso da gramática romena, escrito por Samuil Micu e Gheorghe Şincai. Nessa obra, o dialeto romeno falado ao norte do rio Danúbio é chamado de língua Daco-Romana, enfatizando o conceito dos autores sobre sua origem e sua área de uso, o que inclui a antiga província [[Roma Antiga|romana da Dácia (embora fosse também falada ao sul do Danúbio, em Dobruja, pelos Vlachs da Sérvia Central e no norte da Bulgária).